# لي تاي ران
لي تاي ران (بالكورية: 이태란)‏ هي ممثلة كورية جنوبية. ولدت يوم 6 مايو 1975 في مقاطعة جولا الجنوبية في كوريا الجنوبية.

## روابط خارجية
- لي تاي ران على موقع IMDb (الإنجليزية)
- لي تاي ران على موقع أول موفي (الإنجليزية)
- لي تاي ران على موقع قاعدة بيانات الفيلم (الإنجليزية)